# Campo di volo Aerlight Faenza
Il campo di volo Aerlight Faenza è un campo di volo situato a pochi chilometri da Faenza, in provincia di Ravenna, precisamente in via Plicca n.2. 

## Strutture e dati tecnici
Il campo di volo è la base operativa della Scuola di volo Ready To Fly n. 397 ed offre diversi hangar e una club-house per i piloti. La frequenza radio è 130.00 Mhz.
Posta all'interno della struttura, la club-house costituisce un costante punto di ritrovo per i soci e gli ospiti del campo. L'area è appositamente attrezzata per i piloti con tavole, carte geografiche per pianificare i voli e permettere ai soci di scambiare le proprie esperienze o racconti di voli e momenti vissuti nei cieli.
Vi è un'area parcheggio aerei situata a fianco della pista e di fronte agli hangar, facilmente raggiungibile al momento dell'atterraggio.

### Hangar

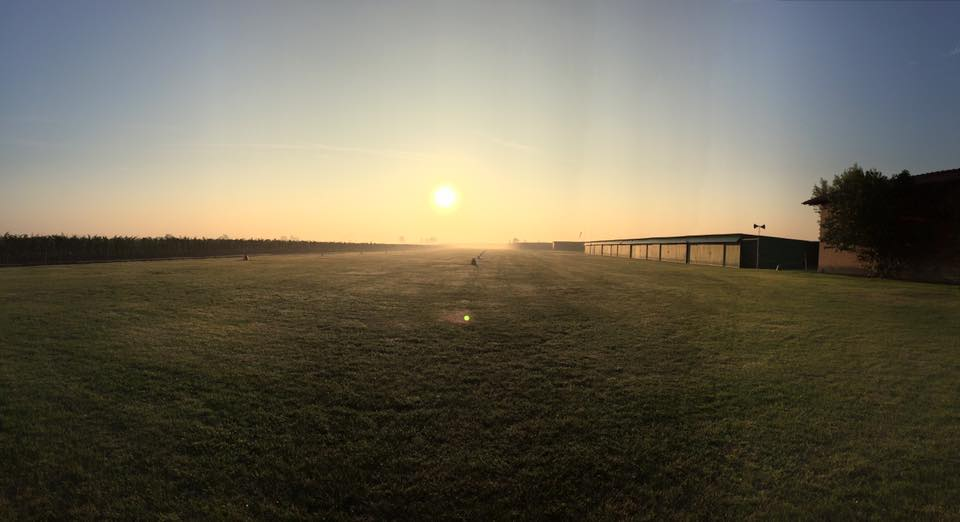
Alba al campo di volo Aerlight Faenza

La struttura offre 15 hangar (singoli e doppi) e con entrata indipendente per il rimessaggio dei velivoli. Ogni hangar è pavimentato e fornito di illuminazione con prese di corrente elettrica. Hanno una larghezza di 12,5 m ed una profondità massima di 7,5 m. In fase di realizzo, vi sono altri 15 hangar, 12 dei quali hanno una larghezza di 13,5 m ed una profondità massima di 8,0 m e altri 3 che hanno una larghezza di 13,5 m ed una profondità massima di 11,0 m. Tutti gli hangar sono singoli e raggiungibili con le autovetture che possono essere parcheggiate in apposite aree situate nei pressi degli hangar e riservate ai soci possessori di hangar.

## Aerei a disposizione dei soci

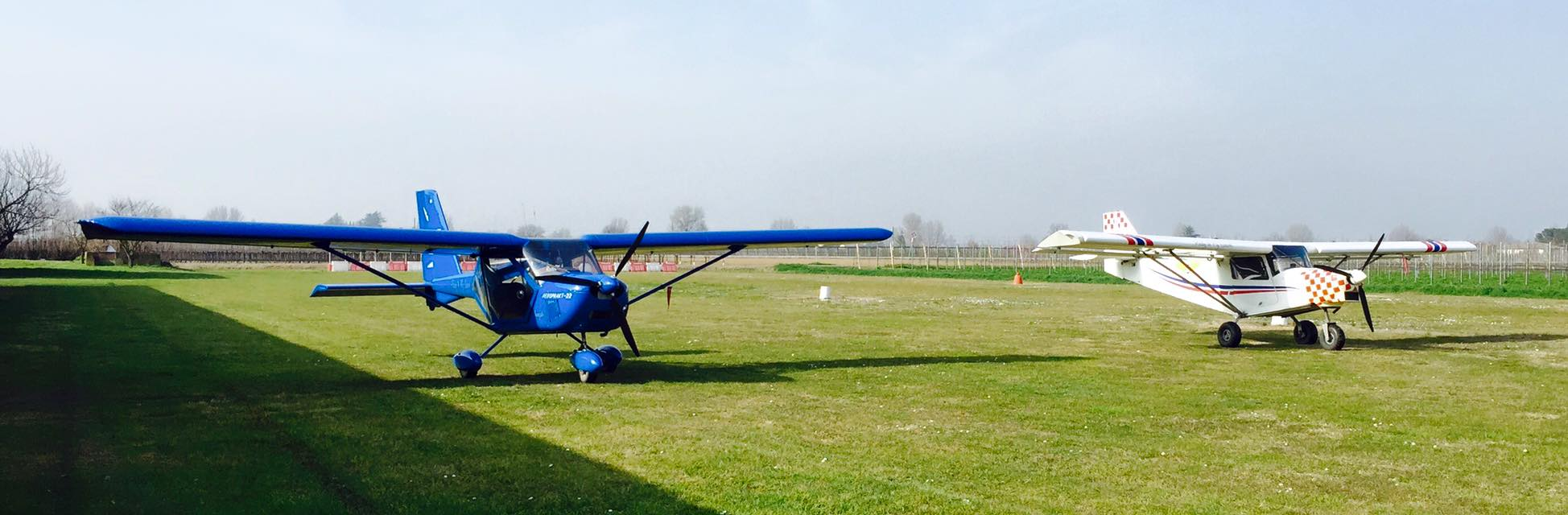
La flotta di aerei della scuola di volo Ready To Fly 397

Presso il campo di volo, previa indispensabile prenotazione presso la Scuola Ready To Fly 397, sono a disposizione dei soci due ultraleggeri, un Savannah ICP 80 CV e un Aeroprakt A-22 Standard 80 CV.